# Irineo Alatorre
Irineo Alatorre (* in Guadalajara, Jalisco), auch bekannt unter dem Spitznamen Pinineo, war ein mexikanischer Fußballspieler. In der Saison 1946/47 bestritt er für seinen Heimatverein Deportivo Guadalajara drei Spiele in der Liga Mayor und erzielte am 2. März 1947 sein einziges Tor in der mexikanischen Liga.
Alatorre hatte seine Mannschaft beim Club San Sebastián de León bereits in der 2. Minute in Führung gebracht und nach dem baldigen Ausgleich sorgte Mannschaftskamerad Luis Reyes für die 2:1-Pausenführung. Doch in der zweiten Halbzeit drehte die Mannschaft aus León das Spiel und behielt am Ende mit 4:2 die Oberhand.